# Campeonato Mundial e Europeu de Hóquei em Patins Masculino de 1954
O Campeonato Europeu de 1954 foi a 10.ª edição do Campeonato do Mundo de Hóquei em Patins e simultaneamente a 20.ª edição do Campeonato Europeu de Hóquei em Patins.

## Participantes
| País               | Participação (Mundial) | Participação (Europeu) | Melhor Resultado (Mundial)              | Melhor Resultado (Europeu)                                            |
| Itália             | 10.ª                   | 18.ª                   | Campeão (1953)                          | Campeão (1953)                                                        |
| Portugal           | 10.ª                   | 15.ª                   | Campeão (1947, 1948, 1949, 1950 e 1952) | Campeão (1947, 1948, 1949, 1950 e 1952)                               |
| Espanha            | 8.ª                    | 8.ª                    | Campeão (1951)                          | Campeão (1951)                                                        |
| Suíça              | 10.ª                   | 20.ª                   | 3.º Lugar (1950)                        | 2.º Lugar (1937)                                                      |
| Bélgica            | 10.ª                   | 20.ª                   | 2.º Lugar (1947)                        | 2.º Lugar (1947)                                                      |
| Inglaterra         | 10.ª                   | 20.ª                   | Campeão (1936 e 1939)                   | Campeão (1926, 1927, 1928, 1929, 1930, 1931, 1932, 1934, 1936 e 1939) |
| Alemanha Ocidental | 6.ª                    | 16.ª                   | 5.º Lugar (1936, 1939 e 1951)           | 2.º Lugar (1932 e 1934)                                               |
| Holanda            | 7.ª                    | 7.ª                    | 5.º Lugar (1952)                        | 5.º Lugar (1952)                                                      |
| França             | 10.ª                   | 20.ª                   | 5.º Lugar (1939)                        | 2.º Lugar (1926, 1927, 1928, 1930 e 1931)                             |
| Irlanda            | 3.ª                    | 3.ª                    | 10.º Lugar (1951)                       | 10.º Lugar (1951)                                                     |
| Dinamarca          | 4.ª                    | 4.ª                    | 10.º Lugar (1952)                       | 10.º Lugar (1952)                                                     |
| Egito              | 5.ª                    | África                 | 8.º Lugar (1948)                        | x                                                                     |
| Chile              | Estreia                | América                | -                                       | x                                                                     |
| Noruega            | Estreia                | Estreia                | -                                       | -                                                                     |
| Uruguai            | Estreia                | América                | -                                       | x                                                                     |
| ------------------ | ---------------------- | ---------------------- | --------------------------------------- | --------------------------------------------------------------------- |

## Resultados
|                    | Espanha | Portugal | Itália | Bélgica | França | Alemanha | Suíça | Inglaterra | Chile | Países Baixos | Uruguai | República da Irlanda | Egito (1952) | Noruega | Dinamarca |
| ------------------ | ------- | -------- | ------ | ------- | ------ | -------- | ----- | ---------- | ----- | ------------- | ------- | -------------------- | ------------ | ------- | --------- |
| Espanha            |         | 3-0      | 2-1    | 2-1     | 2-0    | 4-2      | 2-0   | 3-1        | 4-1   | 9-2           | 8-1     | 10-1                 | 31-0         | 9-0     | 16-0      |
| Portugal           |         |          | 2-0    | 3-1     | 2-1    | 7-1      | 5-1   | 6-1        | 2-1   | 11-2          | 8-2     | 9-0                  | 11-0         | 14-1    | 12-1      |
| Itália             |         |          |        | 2-0     | 0-1    | 3-2      | 4-3   | 5-2        | 2-1   | 3-2           | 3-1     | 12-0                 | 7-0          | 10-1    | 14-0      |
| Bélgica            |         |          |        |         | 1-1    | 2-0      | 3-3   | 5-3        | 1-2   | 4-2           | 2-0     | 4-0                  | 6-0          | 7-0     | 8-1       |
| França             |         |          |        |         |        | 2-2      | 2-5   | 1-3        | 0-0   | 2-2           | 2-0     | 3-0                  | 6-0          | 5-2     | 4-0       |
| Alemanha Ocidental |         |          |        |         |        |          | 3-3   | 4-4        | 5-0   | 7-0           | 5-2     | 13-0                 | 9-0          | 10-1    | 4-3       |
| Suíça              |         |          |        |         |        |          |       | 7-1        | 6-2   | 2-3           | 8-1     | 3-0                  | 7-1          | 5-0     | 10-0      |
| Inglaterra         |         |          |        |         |        |          |       |            | 3-1   | 6-1           | 3-4     | 8-1                  | 5-1          | 9-1     | 11-1      |
| Chile              |         |          |        |         |        |          |       |            |       | 3-2           | 3-0     | 3-0                  | 5-1          | 2-0     | 7-0       |
| Holanda            |         |          |        |         |        |          |       |            |       |               | 3-2     | 6-1                  | 6-0          | 10-1    | 11-1      |
| Uruguai            |         |          |        |         |        |          |       |            |       |               |         | 5-3                  | 3-2          | 3-0     | 4-2       |
| Irlanda            |         |          |        |         |        |          |       |            |       |               |         |                      | 5-3          | 5-3     | 6-2       |
| Egito              |         |          |        |         |        |          |       |            |       |               |         |                      |              | 4-3     | 4-3       |
| Noruega            |         |          |        |         |        |          |       |            |       |               |         |                      |              |         | 3-1       |
| Dinamarca          |         |          |        |         |        |          |       |            |       |               |         |                      |              |         |           |

## Classificação final
| Lugar | Seleção            | J  | V  | E | D  | P  | GM | GS  | Dif. |
| ----- | ------------------ | -- | -- | - | -- | -- | -- | --- | ---- |
|       | Espanha            | 14 | 14 | 0 | 0  | 28 | 87 | 10  | +77  |
|       | Portugal           | 14 | 13 | 0 | 1  | 26 | 92 | 15  | +77  |
|       | Itália             | 14 | 11 | 0 | 3  | 22 | 66 | 17  | +49  |
| 4     | Bélgica            | 14 | 8  | 2 | 4  | 18 | 45 | 19  | +26  |
| 5     | França             | 14 | 7  | 4 | 3  | 18 | 33 | 17  | +16  |
| 6     | Alemanha Ocidental | 14 | 7  | 3 | 4  | 17 | 66 | 31  | +35  |
| 7     | Suíça              | 14 | 7  | 2 | 5  | 16 | 59 | 31  | +28  |
| 8     | Inglaterra         | 14 | 7  | 1 | 6  | 15 | 61 | 41  | +20  |
| 9     | Chile              | 14 | 7  | 1 | 6  | 15 | 32 | 26  | +6   |
| 10    | Holanda            | 14 | 6  | 1 | 7  | 13 | 52 | 52  | 0    |
| 11    | Uruguai            | 14 | 5  | 0 | 9  | 10 | 28 | 51  | -23  |
| 12    | Irlanda            | 14 | 3  | 0 | 11 | 6  | 22 | 84  | -62  |
| 13    | Egito              | 14 | 2  | 0 | 12 | 4  | 16 | 89  | -73  |
| 14    | Noruega            | 14 | 1  | 0 | 13 | 2  | 16 | 94  | -78  |
| 15    | Dinamarca          | 14 | 0  | 0 | 14 | 0  | 15 | 114 | -99  |

| Campeões Mundiais 1954 |
| ---------------------- |
| Espanha                |
| ESPANHA 2.º            |

| Campeões Europeus 1954 |
| ---------------------- |
| Espanha                |
| ESPANHA 2.º            |